# HD 1756
HD1756 є подвійною зорею, що знаходиться  у сузір'ї Андромеда.
Дана подвійна система має видиму зоряну величину в
смузі V приблизно 8.5.

## Подвійна зоря
Головна зоря цієї системи належить до хімічно пекулярних зір й
має спектральний клас A2.